# Discoelius planiventris
Discoelius planiventris är en stekelart som beskrevs av Giordani Soika 1971. Discoelius planiventris ingår i släktet tapetserargetingar, och familjen Eumenidae. Inga underarter finns listade i Catalogue of Life.